# Єпископи Станіславівські (Івано-Франківські)
Єпископи Станіславівські (Івано-Франківські) греко-католицького обряду

## Єпископи Ординарії
- 1885–1891 Юліан Пелеш
- 1891–1899 Юліан Куїловський
- 1899–1900 Андрей Шептицький
- 1901–1904 Василь Фацієвич (керуючий єпархією)
- 1904–1947 Блаженний Григорій Хомишин
- 1945–1973 Блаженніший Іван Слезюк (єпископ-коад'ютор)
- 1991–1997 Софрон Дмитерко
- 1997–2005 Софрон Мудрий (коад'ютор у 1996—1997 рр.)
- 2005–2011 Володимир Війтишин

## Митрополити Архиєпископи
- з 2011 р. Володимир Війтишин

## Єпископи-помічники
- 1929–1959 Іван Лятишевський
- 1945–1965 Григорій Балагурак
- 1989–2000 Іриней Білик
- 1991–1993 Павло Василик
- з 2014 — Йосафат Мощич